# Ardelu
Ardelu település Franciaországban, Eure-et-Loir megyében. Lakosainak száma 72 fő (2022. január 1.). Ardelu Baudreville és Gommerville községekkel határos.

## Népesség
A település népességének változása:
| Lakosok száma | 50   | 49   | 69   | 75   | 75   | 74   | 73   | 72   | 71   | 72   |
|               | 1968 | 1982 | 1990 | 2006 | 2013 | 2015 | 2017 | 2019 | 2020 | 2022 |